# Willem den Toom (theoloog)
Willem den Toom (Amsterdam, 9 februari 1928 - Abcoude, 25 oktober 2007) was een Nederlandse predikant en theoloog van de Nederlandse Hervormde Kerk.
Hij studeerde theologie aan de Universiteit van Amsterdam. Zijn eerste predikantsplaats was Veenwouden, waarheen hij in 1955 werd beroepen. In 1963 vertrok hij naar Souburg, welke standplaats hij in 1969 verruilde voor die van Abcoude, waaraan hij tot aan zijn emeritaat in 1991 verbonden zou blijven.
Naast zijn predikantschap wijdde Den Toom zich ook aan een verdere verdieping in de theologie: in 1981 maakte hij een wetenschappelijke promotie aan de Universiteit van Amsterdam. Zijn proefschrift - Over de levensduur geheten (titel verkort weergegeven) - behandelde allerlei vragen van medische aard omtrent onderwerpen die met de laatste levensfase van de mens te maken hebben, zoals euthanasie en zelfmoord/zelfdoding. Zijn in 1985 verschenen werk De laatste stap (verkorte titel) ging specifiek op laatstgenoemde onderwerp in. Voorts had hij een aandeel in diverse uitgaven die uitgingen van de synode van de Nederlandse Hervormde Kerk.
Willem den Toom overleed op 79-jarige leeftijd.

## Werken
- Over de levensduur: een theologisch-ethische studie over enige medische vragen: levensverlenging - euthanasie - suïcide, proefschrift, 1981, 177 p., Boekencentrum - Den Haag, ISBN 90-239-1561-5
- De laatste stap: bijbels-ethische notities bij vragen rondom suïcide, 1985, 120 p., Boekencentrum - Den Haag, ISBN 90-239-1562-3

- Nederlandse Thesaurus van Auteursnamen: 070710597
- Virtual International Authority File: 289436694
- WorldCat: E39PBJvT3dVXD3373GdGMqCPcP